# Candelaria (Atlántico)
Candelaria es un municipio colombiano, ubicado en el departamento del Atlántico, en el norte de Colombia.

## División Político-Administrativa
Aparte de su cabecera municipal, Candelaria tiene bajo su jurisdicción los siguientes centros poblados:
- Buenaventura de Leña.
- San José del Carretal (Carreto).

## Historia
A mediados del siglo XIX la población del hoy municipio de Campo de la Cruz se radicó en el lugar y se dedicó a la ganadería como economía principal. En el año 1851 los hermanos Domingo y Manuel Caraballo localizaron este asentamiento humano que más tarde bautizarían como Candelaria. y elevada a la categoría de municipio en 1860.

## Cultura
Candelaria se destaca por su riqueza cultural vinculada a las tradiciones ribereñas del sur del Atlántico, como son las danzas de Negros azules de Carreto, bandas de viento, cantadoras, entre otras expresiones musicales y dancísticas que forman parte del patrimonio cultural del departamento.

## Servicios públicos
- Energía Eléctrica: Air-e, del grupo EPM, es la empresa prestadora del servicio de energía eléctrica.
- Gas Natural: Gases del Caribe es la empresa distribuidora y comercializadora de gas natural en el municipio.